# Montserrat Carulla
Montserrat Carulla Ventura (Barcelona, 19 de septiembre de 1930-Barcelona, 24 de noviembre de 2020) fue una actriz española.

## Biografía
Actriz de larga trayectoria que fue esposa de Felipe Peña (separada) y madre de Vicky Peña, Isabel Peña, Marina Peña Carulla y Roger Peña. Posteriormente se casó con Manuel Maynés.
Carulla empezó haciendo teatro amateur y a finales de los años cuarenta, realizó varios cursos en el Instituto del Teatro de Barcelona. A partir de 1960 empezó a trabajar en el teatro profesional, participando en obras como Soparem a casa, El fiscal Recasens y en la adaptación de Romeo i Julieta por parte de Josep Maria de Sagarra. Se fue dos temporadas a Madrid y volvió a Barcelona en 1964. Desde entonces, ha participado en papeles secundarios en varias obras de teatro, películas y en series de televisión como Secrets de família, El cor de la ciutat o Hospital Central entre otras.
También cursó Historia del Arte en la Universidad de Barcelona en 1970 y realizó doblajes para películas extranjeras al catalán y castellano.
En 1995 recibió el Premio Cruz de Sant Jordi, en 1999 la Medalla de Oro al Mérito Artístico y en 2013 el Gaudí de Honor. En 2009 fue encargada de realizar el pregón de las Fiestas de la Mercè, conjuntamente con su hija Vicky Peña, con un emotivo discurso en el cual ambas actrices rindieron homenaje el teatro catalán de posguerra.
Fuera del ámbito profesional, mantuvo una fuerte implicación con el movimiento independentista catalán, al que dio soporte mediante charlas en diferentes actos públicos de entidades como la Asamblea Nacional Catalana.
Falleció el martes 24 de noviembre de 2020 en Barcelona.

## Representaciones

### Teatro
Lista de las obras, según IMDb
- "Fútbol de nit"   (1956-1957), de Xavier Regàs y Joaquim Muntanyola. Dir. Esteve Polls.
- "Soparem a casa"   (1959-1960), de Josep Maria de Sagarra
- "El fiscal Recasens"   (1960), de Josep Maria de Sagarra
- "Romeo y Julieta"   (1960), de William Shakespeare
- "Com si fos un tros de vida"   (1961), de Eduardo Criado . Dir. Francisco Díaz.
- "La gran aventura"   (1961), de Jaime Salom. Dir. Francisco Díaz.
- "Joc de taula/Les golfes"   (1962), de Jaume Gras. Dir. Antoni Chic y Francisco Díaz.
- "M'agrada aquesta dona"   (1962), de Louis Verneuil. Dir. Francisco Díaz.
- "Fang"   (1963), de Eduardo Criado. Dir. Esteve Polls.
- "Don Juan Tenorio"   (1963), de José Zorrilla. Dir. Pau Garsaball.
- "Bon Nadal, Mr. Scrooge"   (1963), de Charles Dickens. Dir. Esteve Polls.
- "Poema de Nadal"   (1963), de Josep Maria de Sagarra. Dir. Esteve Polls.
- "Alma negra"   (1964), de Giuseppe Patroni Griffi. Dir. Carlos Lucena.
- "Mucho ruido y pocas nueces"   (1964), de William Shakespeare. Dir. Ramiro Bascompte.
- "Casandra"   (1964), de Joaquín Buixó . Dir. Ramiro Bascompte.
- "Els fugitius de la Plaça Reial"   (1964), de Sempronio. Dir. Ramiro Bascompte.
- "El cerco"   (1965), de Claudio de la Torre. Dir. Claudio de la Torre.
- "El zapato de raso"   (1965), de Paul Claudel. Dir. José Luis Alonso.
- "A Electra le sienta bien el luto"   (1965), de Eugene O'Neill. Dir. José Luis Alonso.
- "El señor Adrián el primo"   (1966), de Carlos Arniches. Dir. José Luis Alonso.
- "La dama duende"   (1966), de Pedro Calderón de la Barca. Dir. José Luis Alonso.
- "Don Juan Tenorio"   (1967), de José Zorrilla. Dir. Mario Cabré.
- "La vida sentimental"   (1968), de Louis Velle. Dir. Antoni Chic.
- "L'enterrament és a les quatre"   (1968-1969), de Joan Vila Casas. Dir. Antonio Chic.
- "Pigmalió"   (1969-1970), de George Bernard Shaw. Dir. Antoni Chic.
- "El món per un forat"   (1969), de Joan Mas. Dir. Antoni Chic.
- "Flor de Cactus"   (1970), de Pierre Barillet y Jean-Pierre Grédy. Dir. Sergi Schaaff.
- "La ira del humo"   (1970), de Antonio Buero Vallejo. Dir. Juan German Schroeder.
- "Mort de dama"   (1970), de Llorenç Villalonga. Dir. Ricard Salvat.
- "40 quilates"   (1970), de Pierre Barillet y Jean-Pierre Grédy. Dir. Alberto Closas.
- "El caballero de Olmedo"   (1971), de Lope de Vega. Dir. Ricard Salvat.
- "La filla del mar"   (1971), de Àngel Guimerà. Dir. Ricard Salvat.
- "Exiliados"   (1971), de James Joyce. Dir. Antoni Chic.
- "Un pobre diable".   (1972). Dir. Joan Borràs
- "Les alegres casades de Windsor"   (1972-1973), de William Shakespeare. Dir. Antoni Chic.
- "Macbett"   (1973), de Eugène Ionesco. Dir. José María Morera.
- "El señor de Pigmalión"   (1974), de Jacinto Grau. Dir. Esteve Polls.
- "Las Troyanas"   (1974), de Euripides. Dir. Esteve Polls.
- "Los hijos del Sol"   (1974), de Maxim Gorky. Dir. Esteve Polls.
- "El criat de dos amos"   (1974-1975), de Carlo Goldoni. Dir. Esteve Polls.
- "Roses roges per a mi"   (1976), de Sean O'Casey. Dir. Just Segarra, Francesc Nel•lo y Josep Montanyès.
- "Homenatge a García Lorca".  (1976),
- "Equus"   (1976-1978), de Peter Schaffer. Dir. Manuel Collado.
- "Las planchadoras"   (1978), de Manuel Martínez Mediero. Dir. Antonio Corencio.
- "La gata sobre el tejado de zinc caliente"   (1979), de Tennessee Williams. Dir. José Luis Alonso.
- "Hamlet"   (1980), de William Shakespeare. Dir. Pere Planella.
- "Panorama desde el puente"   (1980), de Arthur Miller. Dir. José Luis Alonso.
- "La viuda trapella"   (1981), de Carlo Goldoni. Dir. Antoni Chic.
- "Revolta de bruixes"   (1981-1982), de Josep M. Benet i Jornet. Dir. Josep Montanyès y Josep M. de Sagarra.
- "Primera història d'Esther"   (1982), de Salvador Espriu. Dir. Lluís Pasqual..
- Tribute to Lluís Nonell.  (1982),
- "Maria Rosa"   (1983), de Àngel Guimerà. Dir. John Strasberg.
- "Luces de bohemia"   (1984-1985; 1987), de Ramón María del Valle Inclán. Dir. Lluís Pasqual..
- "Avui, Romeo i Julieta"   (1987), de Josep Palau i Fabre
- "Fantasio"   (1988), de Alfred de Musset. Dir. Josep Maria Mestres.
- "El temps i els Conway"   (1992-1993), de J. B. Priestley. Dir. Mario Gas..
- "Àngels a Amèrica"   (1996-1997), de Tony Kushner. Dir. Josep Maria Flotats.
- "Guys and Dolls"   (1998), de Damon Runyon, Frank Loesser, Jo Swerling y Abe Burrows. Dir. Mario Gas..
- "La reina de bellesa de Leenane"   (1998-2000), de Martin McDonagh. Dir. Mario Gas..
- "A Little Night Music"   (2000-2001), de Stephen Sondheim y Hugh Wheeler. Dir. Mario Gas.
- "Paraules contra la guerra".   (2003). Dir. Mario Gas.
- "Almenys no és Nadal"   (2004), de Carles Alberola. Dir. Tamzin Townsend.
- "La plaça del diamant"   (2004-2005), de Mercè Rodoreda. Dir. Joan Ollé.
- "Recordant Miquel Martí i Pol".   (2004). Dir. Joan Lluís Bozzo
- "Palau al Palau".   (2005). Dir. Hermann Bonnín
- "Barcelona, mapa de sombras"   (2006), de Lluïsa Cunillé. Dir. Laila Ripoll.
- "Coral romput"   (2008), de Vicent Andrés Estellés. Dir. Joan Ollé.
- "Itinerari de paraules"   (2008-2009), de Mercè Rodoreda, Pío Baroja, Pere Calders, Sergi Pàmies, Quim Monzó, Salvat-Papasseit, Joan Margarit y León Felipe. Dir. Montserrat Carulla.
- "El quadern gris"   (2009-2011), de Josep Pla. Dir. Joan Ollé.
- "El jardí dels cinc arbres"   (2009), de Salvador Espriu. Dir. Joan Ollé.
- "La música"   (2010), de Marguerite Duras. Dir. Zep Santos.
- "Rebels amb causa"   (2010), de Joan Ollé . Dir. Joan Ollé.
- "Nô"   (2010), de Yukio Mishima. Dir. Joan Ollé.
- "Joan Maragall, la llei de l'amor"   (2010), de Joan Maragall, Carles Guillén y Joan Ollé . Dir. Joan Ollé.
- "Estimat Coma. Dira".   (2011). Dir. Xavier Albertí y Joan Ollé
- "Homenatge institucional i popular a Josep Maria de Sagarra". (2012). Dir Joan Ollé
- "El vas de plata"   (2012), de Antoni Marí
- Benefit Gala: "No esteu sols!"  (2012).
- "Institut del Teatre, 100 anys. Petits moments de vida".  (2013). Dir. Joan Ollé
- "M"   (2013), de Helena Pla. Dir. Ester Nadal (voice),
- "Recordant la Fedra"   (2013), de Salvador Espriu. Dir. Lluís Pasqual..
- "Degustació. De l'edat de pedra al Celler de Can Roca". (2013). Dir. Joan Ollé
- "Iaia!"   (2013-2016), de Roger Peña. Dir. Roger Peña.
- "Teatre-Auditori Sant Cugat: 20 anys".  (2013).
- "10 anys recordant Miquel Martí i Pol".   (2013). Dir. Josep M. Mestres
- "Pensem un desig!".   (2013). Dir. Julio Manrique
- "Pauline Viardot, un retrat musical"  (2013).
- "Marató d'actrius". Palau Robert, BCN. (2016).
- "La música de les paraules".  (2016). Dir. Roger Peña

### Series de televisión
- 2017, Sé quién eres
- 2012, La Riera
- 2011, Crematorio
- 2008, Serrallonga, la llegenda del bandoler
- 2008, Las manos del pianista
- 2000-2008, El cor de la ciutat
- 2008, Elles et moi
- 2006, Hospital Central
- 1998, Laberint d'ombres
- 1997, Dones d'aigua
- 1996-1997, Oh, Espanya
- 1995, Secrets de família
- 1994, Oh, Europa
- 1993, El temps i els Conway
- 1989, La claror daurada
- 1986, La comedia dramática española
- 1983, La comedia
- 1976, La saga de los Rius

### Cine
- 2015, Barcelona, noche de invierno
- 2011, Clara Campoamor. La mujer olvidada
- 2011, Urteberri on, amona!
- 2010, Orson West
- 2009, Siempre hay tiempo
- 2007, El Orfanato
- 2006, Mariposa negra
- 2005, Working Class
- 2004, Mala uva
- 1999, La ciudad de los prodigios
- 1997, Carreteras secundarias
- 1996, Tu nombre envenena mis sueños
- 1995, Venid y vamos todos con flores amarillas
- 1982, La rebelión de los pájaros
- 1980, El vicari d'Olot
- 1951, Surcos